# العكشة
 العكشة هي إحدى القرى التابعة لقضاء الحمزة التابع إلى محافظة الديوانية وتبعد عن قضاء الحمزة الشرقي سبعة كيلومترات جنوبًا.